# 江浦町祇園祭
江浦町祇園祭（えのうらまちぎおんまつり）は、毎年7月の第3土曜日に福岡県みやま市高田町江浦町地区で行われる夏祭りである。

## 概要
由来は定かではないが、江戸時代に始まったとされている。また、『柳川市史別冊　図説立花家記』では筑後国柳河藩の夏の行事として、柳川藩領内の多くの神社で祇園会が行われていたとしている。
五穀豊穣、悪疫退散の願いを込め、踊り山車の田中組をはじめ、他に二の丸吉原組・新町組・古町組の大蛇山が勇壮な鐘や太鼓を打ち鳴らし地区内を練り歩く。

## 交通アクセス
- 西鉄天神大牟田線
  - 江の浦駅

## 関連記事
- 祇園祭
- 大蛇山 (祭り)
  - おおむた『大蛇山』まつり
  - 中島祇園祭り
  - 渡瀬祇園祭
  - なんかん夏まつり